# Thomas Garms

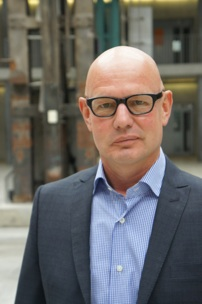
Thomas Garms

Thomas Garms (* 3. Juli 1958 in Frankfurt am Main) ist ein deutscher Journalist.

## Leben
Thomas Garms studierte an der Goethe-Universität Frankfurt.
Von 1980 bis 1990 war er Autor der Frankfurter Allgemeine Zeitung, Frankfurter Rundschau, Weltwoche, Stern, Bunte, Playboy und des ZDF. Im Jahre 1990 arbeitete er als Ressortleiter Berichte und Interviews beim Playboy. Er war 1992 Chefredakteur von Prinz und 1993 wurde Fit for fun von ihm gegründet. Des Weiteren wurde Men´s Health 1995 von ihm ins Leben gerufen.
Garms war 1998 Geschäftsführender Herausgeber Men´s Health und Runner´s World und Gründungs-Chefredakteur von Modern Living. Seine weiteren Chefredakteurstätigkeiten sind von 2001 bis 2003 bei der WELT am SONNTAG, von 2003 bis 2009 bei der Hörzu und von 2005 bis 2009 wurde er zum Gesamtverantwortlichen Chefredakteur Hörzu, Funk Uhr, TVneu, Bildwoche. 2009 wurde Garms Vizepräsident des Bereichs „Business Development“ Axel Springer International und machte sich 2010 selbstständig als Publizist und Medienunternehmer.
2011 war er Geschäftsführer Corporate Media Axel Springer Schweiz AG. Seit September 2012 ist Garms Mitglied der Geschäftsführung Axel Springer Schweiz AG und Verlagsgeschäftsführer Wirtschaftsmedien und Geschäftsführer Corporate Media der Axel Springer Schweiz AG.
Als Chefredakteur der Hörzu saß Garms in der Jury für die Verleihung der Goldenen Kamera.

## Werke
- Thomas Garms, Mathias O. C. Döpfner: Neue Deutsche Welle. Kunst oder Mode? Frankfurt am Main; Berlin; Wien: Ullstein, 1984, ISBN 3-548-36505-1 (Ullstein-Buch, 36505; Populäre Kultur)
- Thomas Garms, Mathias O. C. Döpfner: Erotik in der Musik. Frankfurt/Main; Berlin: Ullstein, 1986, 208 Seiten, ISBN 3-548-36517-5 (Ullstein-Buch, 36517; Populäre Kultur)
- Thomas Garms: Manuel de Falla. Breitkopf & Härtel, 1990.